# Minicia floresensis
Minicia floresensis är en spindelart som beskrevs av Jörg Wunderlich 1992. Minicia floresensis ingår i släktet Minicia och familjen täckvävarspindlar. Inga underarter finns listade i Catalogue of Life.